# ČD-Baureihe 840
Die Fahrzeuge der ČD-Baureihe 840 sind niederflurige Dieseltriebwagen des tschechischen Eisenbahnverkehrsunternehmens České dráhy (ČD), die seit Dezember 2011 im Regionalverkehr des Liberecký kraj (Region Liberec) zum Einsatz kommen. Sie entsprechen dem in Deutschland weit verbreiteten und bewährten Typ Stadler Regio-Shuttle RS1. Die Fahrzeuge sind im Gegensatz zur weitgehend baugleichen ČD-Baureihe 841 für den Betrieb auf Steilstrecken zugelassen. Seit Januar 2013 vermarkten die ČD die Züge als RegioSpider.

## Geschichte
Bereits im Jahr 2006 hatte der Liberecký kraj als Aufgabenträger im öffentlichen Personennahverkehr die Verkehrsleistungen auf den Eisenbahnstrecken der Region erstmals  ausgeschrieben, um eine qualitative Verbesserung des Schienenpersonennahverkehrs zu erreichen. Bedingt durch eigene finanzielle Probleme, als auch durch politischen Druck von Seiten der ČD wurde diese Ausschreibung später wieder zurückgenommen. Die ČD verpflichtete sich daraufhin, statt der bislang eingesetzten Triebwagen modernere und leistungsstärkere Fahrzeuge vorzusehen. Besonders problematisch im Liberecký kraj ist der Betrieb auf der Steilstrecke Tanvald–Harrachov mit Neigungen bis zu 58 ‰, wo nur Fahrzeuge mit besonderer Steilstreckenzulassung verkehren können.
Im August 2009 schrieb der Liberecký kraj die Verkehrsleistungen erneut aus, da die ČD auch weiterhin einen Teil der Zugleistungen entgegen der Vereinbarung mit überalterten Fahrzeugen fuhr. Der avisierte Verkehrsvertrag sollte eine Laufzeit von 15 Jahren mit Beginn im Dezember 2011 haben. Diese Ausschreibung gewann der bisherige Betreiber ČD mit dem Angebot, Triebwagen des Typs Stadler RS1 einzusetzen. Solche Fahrzeuge hatten sich in Deutschland seit über 10 Jahren bewährt, wo sie auch auf Steilstrecken zum Einsatz kommen.
Den Vertrag zur Lieferung von 16 Wagen für den Liberecký kraj unterzeichneten Stadler und die ČD schließlich im April 2010. Vereinbart wurde, dass die neuen Fahrzeuge innerhalb von 20 bis 29 Monaten an die ČD ausgeliefert werden. Sie kosten insgesamt 878 Mio. Kronen (ca. 55 Millionen Kronen pro Stück), wovon 300 Millionen Kronen über ein EU-Programm finanziert werden. Am 6. Mai 2010 präsentierten die ČD erstmals einen geliehenen Wagen der Erfurter Bahn in Liberec.
Am 11. Januar 2011 fanden zwischen Tanvald und Kořenov Testfahrten mit einem geliehenen Triebwagen der agilis Eisenbahngesellschaft statt. Überprüft wurde insbesondere die Profilfreiheit in den dortigen Zahnstangenabschnitten, da die im Gleis liegende Zahnstange System Abt ins Regellichtraumprofil ragt. Die Fahrten verliefen ohne Beanstandungen.
Das erste Fahrzeug wurde im Oktober 2011 an die ČD übergeben. Seit dem 27. Dezember 2011 kommen die neuen Triebwagen planmäßig auf der Linie L1 zwischen Liberec und Harrachov zum Einsatz.
Im Jänner 2021 gab der Liberecky kraj bekannt, sein Vorkaufsrecht für die 16 Fahrzeuge einlösen zu wollen. Hintergrund ist eine geplante Neuausschreibung der mit den Fahrzeugen erbrachten Verkehrsleistungen. Der laufende Vertrag mit der ČD endet im Jahr 2026. Vorbild ist hierbei insbesondere der Verkehrsverbund Mittelsachsen in Deutschland, der bereits seit 2016 eigene elektrische Triebzüge des Typs Alstom Coradia Continental dem beauftragten Verkehrsunternehmen Bayerische Oberlandbahn (BOB) zur Verfügung stellt.

## Konstruktive Merkmale
Die Variante des Stadler Regio-Shuttle der ČD-Baureihe 840 sind mit Motoren von IVECO und hydromechanischen Getrieben des Typs DIWA D 864.5 mit eingebautem Retarder von Voith ausgestattet. Neben letzterem verfügen die Fahrzeuge über elektropneumatische Scheibenbremsen, eine Federspeicherfeststellbremse sowie eine Magnetschienenbremse in einem  Drehgestell.
Die Wagenkästen bieten eine Längssteifigkeit von 1500 kN. Sie können Neigungswechsel mit einer Gradientenausrundung ab 500 m befahren.
Die Öffnung der Türen ist 1300 mm breit.